# 绵果荠
绵果荠（学名：Lachnoloma lehmannii）为十字花科绵果荠属下的一个种。